# Xã Denmark, Quận Lee, Iowa
Xã Denmark (tiếng Anh: Denmark Township) là một xã thuộc quận Lee, tiểu bang Iowa, Hoa Kỳ. Năm 2010, dân số của xã này là 804 người.